# Anneleen Lenaerts
Pour les articles homonymes, voir Lenaerts.
Anneleen Lenaerts, née le 26 avril 1987 à Peer (Belgique), est une harpiste belge.

## Biographie
À partir de ses neuf ans, Anneleen Lenaerts suit une formation de harpiste chez Lieve Robbroeckx puis au Conservatoire royal de Bruxelles dans la classe de Jana Bouskova où elle obtient en 2008 un master avec la plus haute distinction. Elle suit ensuite le cours de perfectionnement d'Isabelle Perrin à l'École normale de musique de Paris. Elle travaille également la harpe auprès de nombreux harpistes de premier plan comme Susann McDonald, Susanna Mildonian, Isabelle Moretti, Marielle Nordmann, Isabelle Perrin, Erika Waardenburg (nl) et David Watkins. Elle étudie également l'harmonie au conservatoire de Bruxelles chez Ann Kuppens, ainsi que le contrepoint et la fugue chez Kristin De Smedt.
En 2005, elle remporte le premier prix et le prix pour la première interprétation de l'œuvre imposée, Eloge de l'ombre de Karol Beffa, au 5e Concours international de harpe Lily Laskine, un des plus prestigieux concours mondiaux de harpe.
Elle est professeur adjoint au Conservatoire de Bruxelles.
En décembre 2010, Lenaerts est nommée harpiste solo à l'Orchestre philharmonique de Vienne et à l'Opéra d'État de cette ville.
Elle a été harpiste soliste avec des orchestres de renom comme le Limburg Symphony Orchestra, le Royal Flemish Philharmonic (deFilharmonie), l'orchestre de chambre du Namur, l'orchestre Valerio Boldi, l'Arpista Ludovico Chamber Group, l'ensemble de Basse Normandie, Le Vlaams Radio Orkest, l'Orchestra Akademik Baskent, l'orchestre de chambre de Bruxelles, le Südböhmische Kammerphilharmonie, l'orchestre du Mozarteum.

### Vie privée
Anneleen Lenaerts est la sœur du compositeur et chef d'orchestre Wouter Lenaerts (nl).

## Discographie
- Chopin et Liszt : transcriptions pour harpe
- Egan Records : musique de Bach, Fauré, Sancan, D'Haene, Renie, Karol Beffa, Walter-Küne
- HarpOboe : musique de Ravel, Debussy, Grovlez, Saint-Saëns, avec le hautboïste Karel Schoofs

## Prix et récompenses
- 1997 : 1er Concours international de harpe Felix Godefroid, Namur, Belgique : 1er prix (débutants)
- 1999 : 3e Concours international de harpe Lily Laskine catégorie Juniors, Deauville, prix jeunes espoirs
- 2000 : 2e Concours international de harpe Felix Godefroid, Namur : 1er prix (niveau academie)
- 2000 : Beneluxconcours van de Nationale Harpstichting, Bruxelles : 1er prix (niveau academie)
- 2001 : Lauréate Jong Tenuto
- 2002 : Concours international de harpe et orchestre, Vresse, Belgique : 1er prix
- 2002 : Lauréate des Axion Classics
- 2003 : First International Harp Competition, Gödöllő, Hongrie : 1er prix
- 2003 : 3e Concours international de harpe Felix Godefroid, Namur : 1er prix (diplôme de concert)
- 2003 : 6te Franz Josef Reinl Wettbewerb, Vienne, (Autriche) : 3e prix
- 2003 : 6th USA International Harp Competition, Bloomington (Indiana, États-Unis) : prix Cui Jun Zhi
- 2005 : 5e Concours international de harpe Lily Laskine, Deauville : 1er prix et prix de la meilleure interprétation de l'œuvre contemporaine imposée, Eloge de l'ombre de Karol Beffa
- 2005 : Prix de la Sacem
- 2005 : Prix Serge den Arend
- 2005 : V Concurso Internacional de Arpa Arpista Ludovico, Madrid : 2e prix
- 2009 : 58 Internationaler Musikwettbewerb der ARD, Munich : 3e prix et prix du public
- 2010 : Lauréate de la Fondation Groupe Banque Populaire, Paris
- 2011 : prix de la radio Klara du jeune espoir
- 2019 : Distinction de la Communauté flamande

## Sources
- Catherine Vermoere, Anneleen Lenaerts, harpe, Trésors musicaux de la Bibliothèque royale de Belgique, concerts de midi, saison 2010-2011, 11 février 2011